# Sarthe (departament)
Sarthe (wymowaⓘ, saʀt) – francuski departament położony w regionie Kraj Loary. Departament został utworzony 4 marca 1790 roku. Departament oznaczony jest liczbą 72.
Według danych na rok 2010 liczba zamieszkującej departament ludności wynosi 563 518 os. (90 os./km²); powierzchnia departamentu to 6206 km². Ośrodkiem administracyjnym (prefekturą) i największym miastem departamentu jest Le Mans.
W 2023 roku w skład departamentu wchodziły 354 gminy (lista).

## Miejscowości
Największe miejscowości departamentu (w nawiasach liczba ludności w 2021 roku):

- Le Mans (145 004)
- La Flèche (14 937)
- Sablé-sur-Sarthe (12 096)
- Allonnes (11 013)
- La Ferté-Bernard (8799)
- Coulaines (8003)
- Changé (6686)
- Montval-sur-Loir (5805)
- Arnage (5482)
- Parigné-l’Évêque (5365)
- Mulsanne (5220)
- Mamers (5103)
- Écommoy (4808)
- La Suze-sur-Sarthe (4563)
- Yvré-l’Évêque (4192)
- Savigné-l’Évêque (4054)
- Le Lude (4048)
- Sargé-lès-le-Mans (3813)
- Bonnétable (3735)
- La Bazoge (3699)
- Champagné (3683)
- Moncé-en-Belin (3675)
- Ruaudin (3514)
- Cérans-Foulletourte (3387)
- Guécélard (3172)
- Mayet (3164)
- Saint-Calais (3054)
- Teloché (3053)